# Потанин, Николай Ильич
Никола́й Ильи́ч Пота́нин (род. 1801, ум. 1860) — сибирский казак, есаул Сибирского казачьего войска, путешественник, топограф, исследователь Центральной Азии; отец известного российского путешественника, исследователя Сибири и Центральной Азии Г. Н. Потанина.

## Биография
Родился в 1801 году в семье сибирского казака, служившего в редуте Островном Пресновской крепости — сторожевого укрепления Тоболо-Ишимской линии Западной Сибири. Окончив Омское казачье училище в 1816 году (в возрасте 15 лет), вступил в службу казаком конно-артиллерийской бригады. В 1821 году за проявленное усердие в службе произведён офицерский воинский чин прапорщика, с переводом с января 1822 года во 2-й конный полк Сибирского Линейного казачьего войска, и назначением в Пресновскую крепость; в 1828 году произведён в очередной офицерский чин — хорунжего.
В 1829 году получил «особое поручение» генерал-губернатора Западной Сибири И. А. Вельяминова, назначен командиром казачьего конвоя для сопровождения кокандского посольства, возвращавшегося из Санкт-Петербурга в Коканд. Перед отправлением в Коканд прошёл дополнительное обучение маршрутной съемке местности. Пройдя подготовку в Омске, отправляется вдоль Иртыша в Семипалатинск, куда прибыл 12 августа (по старому стилю) 1829 г. и 10 сентября, и возглавив отряд из 13 казаков, 12 членов свиты посольства и 15 членов купеческого каравана, начал многодневный поход в Коканд. В пути следования конвоя произвёл топографическую съёмку местности, составил маршрутную карту и описал путешествие в путевых заметках, озаглавленных при опубликовании «Записки о Кокандском ханстве хорунжего Н. И. Потанина», впоследствии напечатанных в «Военном журнале» (№№ 4,5: 1831 г.) и позднее — в Известиях Русского географического общества (1856 г.).
В 1830 году произведён в обер-офицерский чин казачьих войск сотника. В 1834 году произведён в очередной казачий воинский чин есаула, с одновременным назначением на должность начальника Баянаульского внешнего округа и командира окружного военного гарнизона в Баянауле.
В 1836 году вступился за подчинённого ему казака, и за то, что публично поссорился с пехотным офицером, и "за превышение полномочий" попал под следствие, и приказом командующего Сибирского военного округа генерала Горчакова, был осуждён и разжалован в рядовые казаки. Через 12 лет службы произведён в чин урядника (См.: дело РГВИА, 1848 год).
В продолжение службы — рядовым казаком принимал участие в четырёх походах в Киргизскую степь. В их числе в составе научной экспедиции генерала Сильвергельма в Туркестан — через село Сузак, расположенное в сухой, безводной степи, до Чимкента, — во время которой произвёл топографическую съёмку от гор Улы-Тау вдоль долины реки Сарысу, до её впадения в Сырдарью; результаты съёмок в 1849 году опубликовало «Военно-статистическое обозрение Томской губернии», а в 1852 году «Военно-статистическое обозрение Киргизской степи Западной Сибири» (обозрения сопровождались картами). Cделанная Николаем Потаниным топографическая съемка, описание местности вдоль реки Сарысу стали одним из основных источников для составления третьей части (Киргизская степь Западной Сибири. 1852 г.) XVII-го тома фундаментальной энциклопедической работы «Военно-статистическое обозрение Российской империи». Отмечая деловой вклад казака Н. И. Потанина в успешном выполнении задач экспедиции, генерал Г. А. Сильвергельм направил генерал-губернатору Западной Сибири представление о награждении и восстановлении в офицерском чине Н. И. Потанина, однако, непреклонный генерал-губернатор Горчаков отказал в удовлетворении прошения.
В 1855 году, когда он по выслуге лет числился в запасе, по особому представлению, высочайшим указом императора Александра II ему было даровано воинское звание казачьего офицера  — хорунжий. О последних годах его жизни пока сведений не найдено. Сведения о том, что с мая 1854 по декабрь 1857 г., он служил на золотых приисках дальнего свойственника, известного сибирского золотопромышленника Ф. А. Горохова, не подтверждены документально.

## Семья
- Брат: Дмитрий Ильич Потанин (род. 1792 – ум. 1842), есаул – командир казачьего полка Сибирского линейного войска. Его жена: Павла Александровна Горохова (род. 1808 – ум. 1858) – родная сестра коллежского асессора,томского купца и золотопромышленника Философа Александровича Горохова (1796 - после 1856).
- Жена: Варвара Филипповна, урождённая Трунина (род. 1811 — ум. 24.02.1839, кр. Пресновская), дочь командира артиллерии гарнизона Ямышевской крепости штабс-капитана Филиппа Львовича Трунина (род. 1775 — ум. 1841) и его жены Матрёны Степановой дочери[5] .
- Сын: Григорий Николаевич Потанин (род.1835 — ум. 1920) — географ, ботаник, этнограф, фольклорист, публицист — исследователь Центральной Азии.